# رفيع كوهن
رفيع كوهن (بالعبرية: רפי כהן‏) هو مدرب كرة قدم ولاعب كرة قدم إسرائيلي في مركز الهجوم، ولد في 2 مارس 1965 في القدس في إسرائيل. لعب مع بيتار القدس.